# KB Khimautomatiki
Oficina de Diseño de Automatización Química ( CADB ), también KB Khimavtomatiki ( ruso : Конструкторское бюро химавтоматики, КБХА, KBKhA ), es una oficina de diseño rusa, originalmente soviética. Fundada en 1941 por el NKAP, el Comisariado del Pueblo para la Industria Aeronáutica, y dirigida por Semión Kósberg hasta su muerte en 1965. Su origen se remonta a una fábrica de carburadores de Moscú de 1940, evacuada a Berdsk en 1941, y luego trasladada a la ciudad de Vorónezh en 1945, donde ahora opera. Originalmente designado OKB-296 y encargado de desarrollar equipos de combustible para motores de aviación, fue renombrado OKB-154 en 1946.
En 1965 A D Konopatov asumió el liderazgo. En 1993 V. S. Rachuk lo sustituyó, y a partir de 2015, Viktor D. Gorokhov, diseñador jefe del RD-0124. Durante este tiempo, la compañía diseñó una amplia gama de productos de alta tecnología, incluidos motores de cohetes de propergoles líquido, un reactor nuclear para su empleo en el espacio, el primer láser soviético con una potencia de 1 MW y el único motor de cohete nuclear operativo de la URSS. La compañía ha diseñado más de 60 motores de propulsión líquida y unos 30 han entrado en producción.
1.11.2019 se fusionaron las empresas КБХА y ВМЗ.

## Segunda Guerra Mundial
La finalidad inicial del OKB-296 era desarrollar sistemas de combustible de aviación para el ejército soviético durante la Segunda Guerra Mundial. Kosberg había pasado diez años trabajando en el Instituto Central de Construcción de Motores de Aeronaves en sistemas de combustible y fue contratado para administrar la nueva oficina. Debido al avance del ejército alemán, el grupo se trasladó a Berdsk, Siberia, donde Kosberg y su equipo de unos 30 especialistas desarrollaron sistemas de inyección directa de combustible, finalmente implementados en el La-5, La-7, Tupolev Tu-2 y Tu-2D. Los nuevos sistemas de combustible proporcionaron un aumento significativo en el rendimiento sobre los sistemas convencionales de combustible de gasolina y eliminaron los problemas de flotación del carburador causados por el vuelo de combate agresivo. Compitieron con los sistemas de inyección directa desarrollados por Daimler Benz en ese momento.
Después del final de la guerra, la oficina de diseño fue trasladada a Vorónezh, donde continuó diseñando sistemas de combustible para motores de pistones, turbohélices y turborreactores.

## Guerra Fría y conquista del espacio
En 1954, la oficina estaba diseñando motores de cohete de propulsión líquida para aviones de alto rendimiento y experimentales, el Yak-27V y E-50A. Los exitosos del trabajo impulsaron la reforma de la Oficina de Diseño de la Planta 154 en la empresa independiente OCB-154. La nueva empresa se dedicaría a desarrollar motores de cohetes. Los trabajos se realizaron en dos direcciones: desarrollo tanto para vehículos de lanzamiento espacial (LV) como misiles militares. De 1957 a 1962 diseñaron motores para misiles guiados antiaéreos. A principios de la década de 1960, la oficina estaba diseñando motores de cohete de propulsor líquido para vehículos de lanzamiento espacial calificados por el hombre.
Durante varias décadas, se convirtió en uno de los principales desarrolladores de cohete de propulsor líquido de la Unión Soviética, diseñando motores para los misiles balísticos UR-100, R-36M y UR-100N, entre otros. En un diseño único, el motor del misil balístico lanzado desde submarino R-29RM Shtil está sumergido en el tanque de propulsión UDMH para ahorrar espacio. También diseñaron motores de etapa superior para los vehículos de lanzamiento espacial Soyuz y Proton, junto con los motores centrales para el  Energía. El gran volumen de trabajo de diseño y el refinamiento continuo condujeron a un alto grado de capacidad técnica. Durante este mismo período en los Estados Unidos, finales de la década de 1960 - principios de la década de 1970, abandono los motores de propergoles líquidos en misiles en favor de los sólidos, y el único propulsor líquido que se desarrolló fue el Motor Principal del Transbordador Espacial, RS-25. La oficina de diseño de Kosberg compartió su experiencia con el RD-0120 , el primer motor criogénico soviético con más de 40 toneladas de empuje. A pesar de diseñar principalmente motores LOX / Kerosene o N2O4 / UDMH, el motor  RD-0120 de LOX / LH2 tenía calificaciones y rendimiento similares al SSME, pero con un costo menor debido a la elección de la tecnología.

### Primeros modelos espaciales
El inicio de los trabajos estuvo marcado por la reunión de S. Kosberg y S. Korolev el 10 de febrero de 1958. El resultado de esta reunión fue el desarrollo conjunto del motor de oxígeno-queroseno RD-0105 para la etapa LV “Luna” (diseñador jefe de motores V. Koshelnikov). Este motor le permitió alcanzar la velocidad de escape espacial por primera vez en el mundo, alcanzar la superficie de la Luna, hacer el vuelo redondo de la Luna y tomar fotografías de la cara oculta de la Luna. Más tarde, uno de los cráteres en su parte posterior  lleva el nombre de S. Kosberg. 
KBKhA desarrolló motor RD-0109 para la tercera etapa de cohete “Vostok” (diseñador jefe - V. Koshelnikov) a partir del motor RD-0105. El motor era más fiable y tenía especificaciones técnicas más altas debido a la creación de la nueva cámara de combustión eficiente y liviana. El RD-0109 se emplea en la nave espacial Vostok con Yuri Gagarin a bordo. Y en todas las naves tripuladas de un solo asiento y diferentes naves espaciales militares y científicas más tarde.
El desarrollo de la industria espacial a finales de los años 50 y principios de los 60 requirió la creación de un vehículo lanzador más potente para situar en órbita objetos con una masa de hasta 7000 kg. Para cumplir con este propósito, la oficina de Diseño, sobre la base del motor RD-0106 de la segunda etapa del balancín militar P-9A, desarrolló los motores RD-0107, RD-0108 y RD-0110 (diseñador jefe Y. Gershkovits) para la tercera etapa de S. Korolev LV "Molnia" , "Voshod", "Soyuz" que aseguró el lanzamiento de estaciones interplanetarias a Marte y Venus, y poniendo en órbita naves espaciales con 2 y 3 cosmonautas a bordo. Los miembros de estas tripulaciones fueron los primeros seres humanos que entraron en el espacio abierto, atracaron en órbita y realizaron un vuelo conjunto de dos naves, incluido el "Apollo" estadounidense. LV "Soyuz" se utiliza para entregar carga útil a las estaciones orbitales. Utilizando un motor RD-0110 altamente fiable, se realizaron más de 1500 lanzamientos exitosos de BT. 

A principios de 1965, el diseñador jefe S. Kosberg murió en un accidente automovilístico. A. Konopatov fue nombrado diseñador principal de la Oficina de Diseño.

### Vehículo lanzador Protón

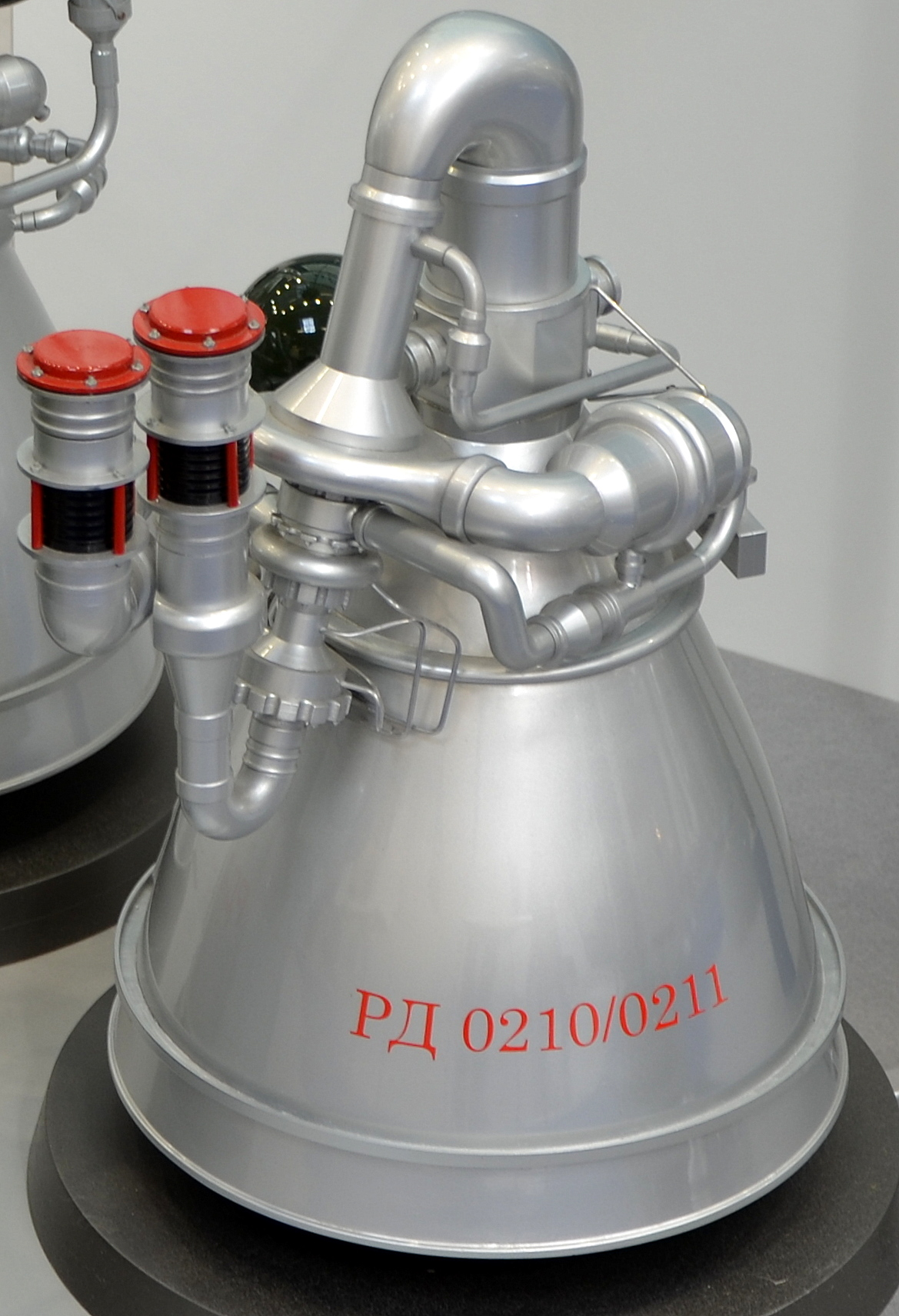
Motor RD-0210 Salon du Bourget 2013

Otro hito en el desarrollo de la industria espacial rusa fue la creación del poderoso lanzador UR-500 por el diseñador general Vladímir Cheloméi. Capaz de poner en órbita hasta 20 toneladas. Más tarde el UR-500 fue renombrado como "Protón". Para la segunda etapa del "Proton", KBKhA diseño los motores RD-0208 y RD-0209 (diseñador jefe V. Kozelkov), operando de acuerdo con el esquema de combustión por etapas del pre-quemador rico en oxidantes. Como prototipo, se utilizó el motor RD-0206, instalado en el misil militar UR-200. Este vehículo de lanzamiento puso en órbita estaciones automáticas pesadas "Proton".  El "Protón" de tres etapas era el lanzador más potente, para cuyos motores de la segunda etapa se modernizaron el RD-0208 y RD-0209. Los motores modernizados obtuvieron los índices RD0210 y RD0211 (diseñador jefe V. Kozelkov).
Para el motor de la tercera etapa, se renovó el RD-0212 (diseñador jefe Y. Gershkovits). Además, Para la corrección de posición de la estación espacial Almaz, lanzada por "Proton", KBKhA creó el motor de alimentación a presión RD-0225 (diseñador jefe V. Borodin) y arranque múltiple (hasta 100 veces), con modo de espera en órbita (hasta 2 años). Estos lanzadores entregaron módulos de excursión lunar a la Luna, naves espaciales interplanetarias que tomaron sondas de suelo lunar y aterrizaron en Marte y Venus. Se hizo posible lanzar estaciones orbitales de larga duración como las  Saliut y la  Mir, así como los módulos  Zarya y  Zvezda para la  estación espacial internacional. Por el momento, se han realizado más de 300 lanzamientos del "Proton" . La perfección técnica de los motores RD-0110, RD-0210, RD-0211, RD-0212 garantizó su larga vida. Durante más de 40 años, estos motores han lanzado diferentes naves espaciales, estaciones automatizadas y naves espaciales tripuladas.

### Modelos militares
Una de las prioridades de KBKhA fue la realización de contratos de defensa: la creación de un motor con altas características de energía y fiabilidad, con bajos costos de producción, sin mantenimiento durante toda la vida útil.
En 1957, utilizando una amplia experiencia adquirida durante el desarrollo de motores RD0100, RD0101, RD0102 para interceptores, la Oficina de Diseño comenzó la creación de motores para misiles antiaéreos (SAM) con propergoles hipergólicos. El primer motor RD-0200. diseñador jefe A. Golubev, se desarrolló para la segunda etapa del SAM de Lavochkin 5В11. Era un motor de ciclo abierto con capacidad de aceleración 1:10. El RD-0201, diseñador jefe L. Pozdnyakov, fue diseñado para la tercera etapa SAM B1100 de P. Grushin. La diferencia del motor con respecto al RD-0200 eran cuatro cámaras de combustión giratorias para realizar maniobras de vuelo.
A finales de los 50, surgió la pregunta sobre la creación de un cohete más poderoso R-9, que reemplazaría al cohete R-7A 8K72. En 1959-1962, la Oficina de Diseño desarrolló el motor de oxígeno líquido y queroseno RD-0106 para la segunda etapa del LV (bloque B) (diseñador jefe - Y. Gershkovitz). Las características de alta energía, el montaje óptimo, la altura relativamente pequeña, la operación simple, el tiempo de desarrollo (en tierra y en vuelo) fueron la base para el desarrollo de una variedad de motores para los cohetes espaciales de Korolev, incluido RD-0110 para la tercera etapa (bloque И) de Soyuz LV. 
A principios de los años 60, comenzó la cooperación entre KBKhA y el OKB-52 actualmente NPO Mashinostroyeniya de Vladímir Cheloméi, para cuyos cohetes la KBKhA  desarrolló alrededor de 20 tipos de motores. La creación de lanzadores potentes durante estos años requirió un aumento considerable de las características de energía y características operativas de los motores. Y KBKhA fue uno de los primeros en comenzar el desarrollo de tales motores. Entre 1961 y 1964 se desarrollaron los motores RD-0203 y RD-0204, diseñador jefe V. Kozelkov, para la primera etapa del cohete UR-200 y para la segunda etapa los RD-0206 y RD-0207, diseñador jefe L. Pozdnyakov. Estos nuevos motores eran de diseño avanzado, operaban con propergoles almacenables a temperatura ambiente: UDMH y tetróxido de dinitrógeno. Y, por primera vez, se utilizaba un ciclo de combustión por etapas. La aplicación de dicho esquema permitió duplicar la presión de la cámara de combustión (hasta 150 kg/cm² en comparación con 70 kg/cm² de los motores de ciclo abierto) y excluyó las pérdidas de Isp para el accionamiento de la turbina.
En 1963, el OKB-52 de Cheloméi comenzó la creación del nuevo cohete UR-100 para los motores desarrollados por primera vez KBKhA RD-0216 y RD-0217 que se utilizaron en 1963-1966, diseñador jefe V. Koshelnikov. Los requisitos técnicos y operativos más altos para LV definieron la necesidad de una alta eficiencia y fiabilidad del motor, la protección de sus cavidades internas del medio ambiente, etc. 
La experiencia adquirida fue la base para el desarrollo de motores de nueva generación con presiones de cámara de combustión más altas. Los primeros motores de este tipo fueron los RD-0233 y RD-0234, diseñador jefe V. Kozelkov y diseñador principal V. Ezhov, creado entre 1969 y 1974 para la primera etapa del cohete UR-100N. Más adelante, se desarrollaron para la segunda etapa otros dos motores: uno de combustión por etapas RD-0235 y motor de dirección de ciclo abierto RD-0236, diseñador jefe V. Kozelkov y diseñador principal Y. Garmanov. El motor RD-0235 se desarrolló sobre la base del motor RD-0216, pero es más fiable debido a un mejor diseño y posibilidades tecnológicas. 
Por sur experiencia KBKhA en 1967 participó en el desarrollo del motor RD-0208 (diseñador principal Y. Gershkovich) para la segunda etapa del cohete UR-500, diseñado por el diseñador general M. Yangel. El motor se desarrolló sde la base de un motor RD-0212, utilizado en tercera etapa del cohete "Protón", pero era más potente y ubicaba de manera diferente dentro de la etapa.

### Motor cohete nuclear
En 1965 KBKhA participó en el proyecto de desarrollo de motores de cohete nuclear RD-0410 y RD-0411 (diseñador jefe G. Chursin, diseñadores principales - L. Nikitin, M. Biryukov, A. Belogurov, Y. Mamontov). Los motores se especificaron para la aceleración y frenado de naves espaciales y la corrección de la órbita para exploraciones en el espacio profundo. Debido al funcionamiento del fluido con altas propiedades termodinámicas y altas temperaturas de calentamiento en el reactor nuclear, (hasta 3000 K), el motor posee una alta eficiencia ( Isp vacío 910 kg s / kg).
Para ahorrar tiempo y costos, el reactor nuclear y el motor "frío" (sistema de alimentación, componentes de regulación y control) se desarrollaron en paralelo. El reactor nuclear está diseñado de acuerdo con un esquema heterogéneo: su diseño utiliza el principio de montaje en bloque, lo que permitió desarrollar conjuntos y reactor que contienen uranio (pila de combustible) por separado. Los resultados del desarrollo del motor de cohete nuclear RD-0410 se utilizaron para el desarrollo de la turbobomba principal del motor RD-0120 y fueron la base para el desarrollo de centrales nucleares espaciales multimodales.

### Primer láser dinámico de gas
A principios de los años 70, KBKhA comenzó a desarrollar láseres de CO2 de alta potencia y dinámica de gases, que operaban mediante la transformación de la energía térmica del medio gaseoso activo en radiación electromagnética, obtenida con la expansión sin equilibrio en la rejilla de una boquilla supersónica. La familia de láseres generaba energía de radiación de 10 a 600 kW. Los diseñadores principales fueron VP Koshelnikov, GI Zavision, VY Guterman.

## Etapa postsoviética
Después de la desaparición de la URSS la empresa siguió con su actividad en Rusia. Continuando los diseños empezados.

### RD-0124

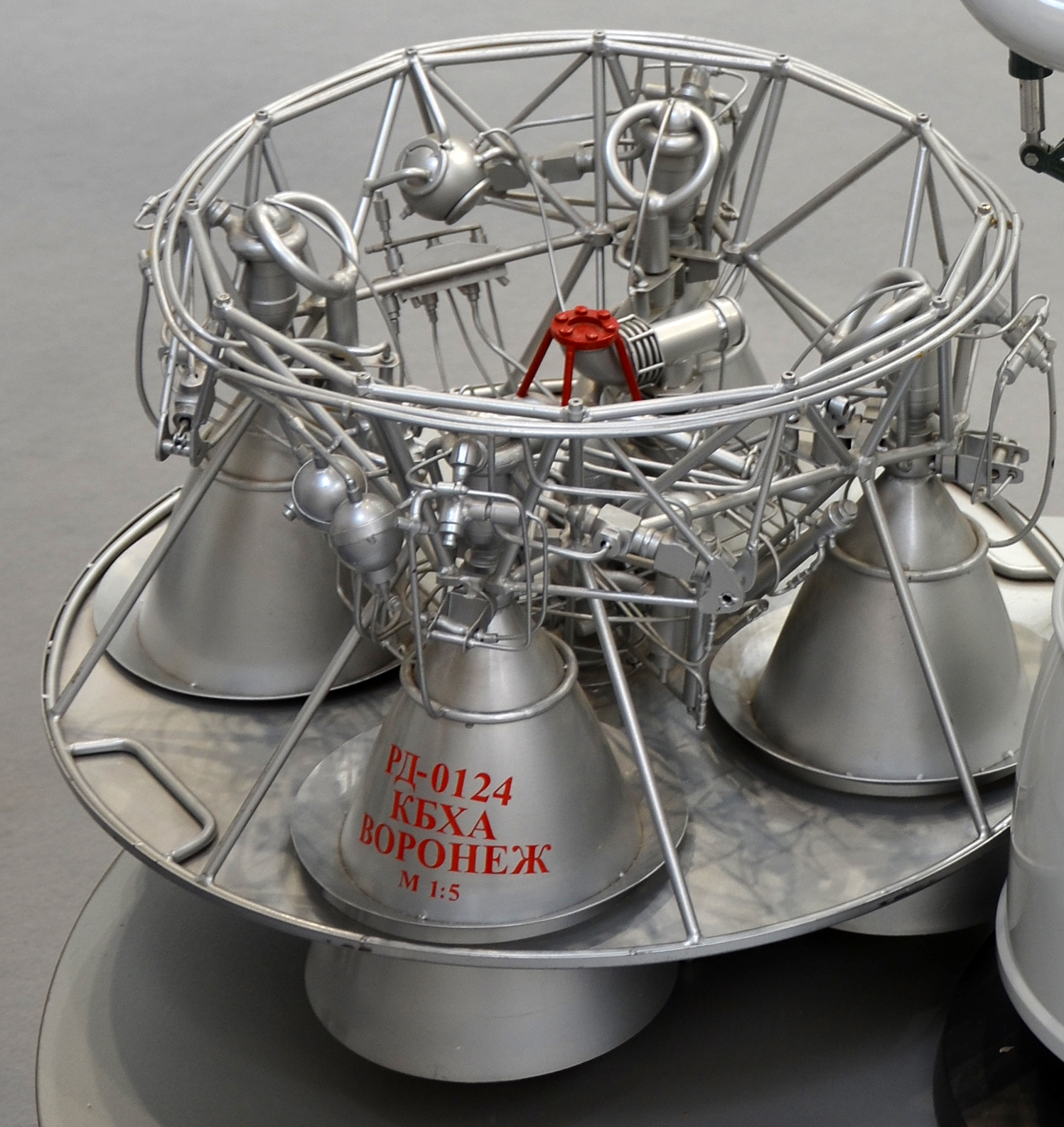
Motor RD-0124-Salon-du-bourget-2013

Desde 1993, el desarrollo del motor RD-0124, 14D23, de cuatro cámaras LOX-queroseno, los diseñadores principales - V. Koselkov y V. Gorokhov, los diseñadores principales - V. Borodin, A. Plis y V. Gurin, para la tercera etapa del vehículo de lanzamiento Soyuz 2 diseñador general D. Koslov. El destino principal del motor: entrega a la órbita de diferentes cargas útiles: satélites, carga y vehículos espaciales tripulados.
El motor RD-0124 se desarrolla como sustitución del RD-0110. Tiene interfaces prácticamente idénticas, dimensiones generales y masa, pero ofrece los parámetros específicos más altos, lo mejor del LRE desarrollado de esta clase. El motor funciona de acuerdo con el  ciclo de combustión de la etapa rica en oxidantes y tiene una mayor eficiencia (en 33 s) en comparación con el RD-0110. Esto permitirá poner en órbita cargas útiles más grandes (~ 950 kg). Se realizaron 150 pruebas de fuego, con un tiempo de desarrollo general de más de 30,000 segundos.

### RD-0146
En 1997, KBKhA, según las especificaciones técnicas del Centro Espacial Khrunichev, ha comenzado el desarrollo del nuevo motor de oxígeno-hidrógeno RD-0146 (el diseñador jefe - NE Titkov, el diseñador principal - IV Liplavy) para amplificadores espaciales de opciones avanzadas de lanzadores « Proton » y « Angara ».

### RD-0126, RD-0126Э
En 1995 se inició el trabajo de investigación para el desarrollo de LRE de queroseno-hidrógeno expansor para unidades avanzadas de refuerzo espacial y remolques interorbitales. Ha definido la configuración y el rendimiento del motor. Este trabajo fue completado por el tema de la propuesta técnica. Sobre la base de este trabajo, RKK «Energia» ha emitido una especificación para el desarrollo del motor RD-0126 que se presentó en dos variantes: Motor RD0126 - con una cámara de boquilla Laval tradicional, y RD0126Э con una boquilla de expansión-deflexión y anillo de garganta (diseñador jefe V. Grokhov, diseñador principal - I. Liplyavy). El motor RD0126Э tiene las siguientes ventajas en comparación con los LRE tradicionales: igual longitud, pero mayor vacío Isp; peso más ligero con el mismo Isp; posibilidad de obtener una temperatura de hidrógeno más alta en los canales de enfriamiento, lo que permite usarlo como medio de trabajo para la rotación de la turbina TPA;

## Entradas relacionadas
- Semión Kósberg
- Fábrica mecánica de Vorónezh